# Max Meadows
Max Meadows és una concentració de població designada pel cens dels Estats Units a l'estat de Virgínia. Segons el cens del 2000 tenia 512 habitants.

## Demografia
Segons el cens del 2000, Max Meadows tenia 512 habitants, 206 habitatges, i 154 famílies. La densitat de població era de 42,4 habitants per km².
Dels 206 habitatges en un 27,2% hi vivien nens de menys de 18 anys, en un 55,3% hi vivien parelles casades, en un 13,1% dones solteres, i en un 25,2% no eren unitats familiars. En el 23,3% dels habitatges hi vivien persones soles el 10,7% de les quals corresponia a persones de 65 anys o més que vivien soles. El nombre mitjà de persones vivint en cada habitatge era de 2,49 i el nombre mitjà de persones que vivien en cada família era de 2,91.
Per edats la població es repartia de la següent manera: un 19,9% tenia menys de 18 anys, un 10,5% entre 18 i 24, un 26% entre 25 i 44, un 27,7% de 45 a 60 i un 15,8% 65 anys o més.
L'edat mediana era de 41 anys. Per cada 100 dones de 18 o més anys hi havia 91,6 homes.
La renda mediana per habitatge era de 22.300 $ i la renda mediana per família de 36.705 $. Els homes tenien una renda mediana de 30.156 $ mentre que les dones 20.398 $. La renda per capita de la població era de 14.757 $. Entorn de l'11,7% de les famílies i el 12,7% de la població estaven per davall del llindar de pobresa.

## Poblacions més properes
El següent diagrama mostra les poblacions més properes.